# Herrlisheim
Herrlisheim (deutsch Herlisheim) ist eine französische Gemeinde mit 4631 Einwohnern (Stand 1. Januar 2021) im Département Bas-Rhin in der Region Grand Est (bis 2015 Elsass).

## Geografie
Der Ort liegt in der Oberrheinischen Tiefebene.

## Geschichte

### Mittelalter
Die älteste erhaltene Erwähnung des Ortes findet sich in einer Schenkungsurkunde von 743 zu Gunsten des Klosters Weißenburg. Das Dorf wird Hariolfesvilla („Hariolds Hof“) genannt. Die Landgrafen von Unterelsass, die Grafen von Ötingen, verwalten 1251 das Dorf. 1342 wurde Herlisheim an die Herrschaft Lichtenberg verkauft. Von den Lichtenbergern wurde es zwischenzeitlich verpfändet, aber 1401 wieder ausgelöst. Durch den Gebietserwerb im 14. Jahrhundert mussten zu Beginn des 15. Jahrhunderts die zu umfangreich gewordenen Ämter Ingweiler und Buchsweiler der Herrschaft Lichtenberg neu organisiert werden. Dabei wurde unter anderem das Amt Pfaffenhofen ausgegliedert und verselbständigt. Als auch dieses durch weiteren Gebietszuwachs erneut geteilt werden musste, entstand das Amt Offendorf noch vor 1440. Zu diesem Amt gehörte auch Herlisheim.
Elisabeth, eine der beiden Erbtöchter Ludwigs V. von Lichtenberg (* 1417; † 1474), heiratete Graf Simon IV. Wecker von Zweibrücken-Bitsch. Nach dem Tod des letzten Lichtenbergers, Jakob von Lichtenberg, eines Onkels von Elisabeth, erbte sie die Hälfte der Herrschaft Lichtenberg, zu der auch das Amt Offendorf – und damit Herlisheim – gehörte.

### Frühe Neuzeit
Graf Jakob von Zweibrücken-Bitsch (* 1510; † 1570) und sein schon 1540 verstorbener Bruder Simon V. Wecker hinterließen nur jeweils eine Tochter als Erbin. Die Tochter des Grafen Jakob, Margarethe (* 1540; † 1569), war mit Philipp V. von Hanau-Lichtenberg (* 1541; † 1599) verheiratet. Zu dem sich aus dieser Konstellation ergebenden Erbe zählte auch die zweite, nicht bereits in der Grafschaft Hanau-Lichtenberg liegende Hälfte der ehemaligen Herrschaft Lichtenberg und darin auch das Amt Offendorf mit Herlisheim.
Der zu diesem Zeitpunkt regierende Graf Philipp IV. von Hanau-Lichtenberg (1514–1590) führte die Reformation in seiner Grafschaft und auch den durch die Erbschaft hinzu gewonnenen Gebieten konsequent durch, die nun lutherisch wurde.
Mit der Reunionspolitik Frankreichs unter König Ludwig XIV. kam das Amt Offendorf unter französische Oberhoheit. In diesem Prozess wurde in Herlisheim auch wieder eine römisch-katholische Pfarrei errichtet.
Nach dem Tod des letzten Hanauer Grafen, Johann Reinhard III. 1736, fiel Hanau-Lichtenberg – und damit auch das Amt Offendorf – an den Sohn seiner einzigen Tochter, Charlotte, Landgraf Ludwig (IX.) von Hessen-Darmstadt. Mit dem durch die Französische Revolution begonnenen Umbruch wurde Herlisheim französisch.

### Bevölkerungsentwicklung
| 1798  | 1910  | 1962 | 1968 | 1975 | 1982 | 1990 | 1999 | 2005 | 2017 |
| ----- | ----- | ---- | ---- | ---- | ---- | ---- | ---- | ---- | ---- |
| 1.495 | 2.227 | 2461 | 3108 | 3780 | 3941 | 3877 | 4198 | 4438 | 4861 |

## Jüdische Gemeinde
In der ersten Hälfte des 18. Jahrhunderts entstand in Herrlisheim eine jüdische Gemeinde. Um 1780 lebten dort fünfzehn jüdische Familien. Die erste örtliche Synagoge wird um das Jahr 1805 vermutet. 1850 wurde sie neu erbaut. 1936 zählte die jüdische Gemeinde rund 80 Personen. 1940 wurden die als „jüdisch“ klassifizierten Menschen nach Südfrankreich deportiert und mindestens elf von ihnen ermordet. Im selben Jahr wurden die Synagoge und einige Nebengebäude durch ein Bombardement zerstört, in den Fünfzigerjahren aber wieder aufgebaut. Allerdings lebten nach dem Zweiten Weltkrieg nur noch wenige Juden in Herrlisheim und so wurde die Synagoge 1969 geschlossen; sie ist aber als historisches Gebäude erhalten geblieben.
→ siehe auch: Jüdischer Friedhof (Herrlisheim)

## Persönlichkeiten
- Eugen Fürstenberger (1880–1975), deutscher Kunstturner